# Aparición de la Virgen a san Jacinto (El Greco)

Aparición de la Virgen a san Jacinto es el tema de dos lienzos de Doménikos Theotocópuli, conocido como el Greco. En el primer inventario de bienes, realizado por Jorge Manuel Theotocópuli, después del fallecimiento de su padre —en 1614—  constan dos San Jazintos, mientras que en el segundo inventario —de 1621— figuran tres, dos de los cuales podrían ser los que han llegado hasta la actualidad.

## Temática de las obras
Jacinto de Cracovia fue un religioso enviado a Polonia y a Kiev para introducir la orden dominicana, y también se le atribuye la predicación en otras zonas entre el mar Báltico y el mar Negro. Pero el Greco no le representa consagrado a su actividad misionera. Según una leyenda, la Virgen María se le apareció durante una invasión de los tártaros, pidiéndole que salvara una imagen suya de la destrucción. Jacinto pudo salvarla, a pesar de pesaba más de lo que razonablemente una persona podría levantar.

## Análisis de las obras
Los dos lienzos son casi idénticos, diferenciándose principalmente por sus dimensiones. Sin embargo, Harold Wethey señala ciertas diferencias formales y notables diferencias de calidad entre ellos. Jacinto está arrodillado en el interior de una iglesia, contemplando la aparición de María y del Niño Jesús, quienes están —en un rompimiento de gloria— en la parte superior izquierda de la composición. Al fondo y a la derecha de la iglesia, hay dos columnas sobre sendos pilares. En una hornacina a la izquierda —detrás de estas columnas— se ve la imagen borrosa de un obispo, que podría ser Estanislao Kostka o tal vez Pandrotta de Cracovia, quien se dice que presenció el prodigio.
La mano derecha de Jacinto reposa dramáticamente sobre su pecho, mientras la izquierda se extiende hacia el espectador, como una invitación a entrar en la pintura. La túnica rosada de la Virgen es el único detalle de color cálido en toda la composición, contrastando con el azul de su manto. El Greco demuestra una gran maestría en el uso de la línea, el color y la luz —en especial en el rompimiento de gloria— y una enorme precisión en la pincelada. La imprimación rojiza, visible en varias partes de ambos lienzos, y la finura de las capas superiores de pintura, son típicas de esta etapa del pintor.

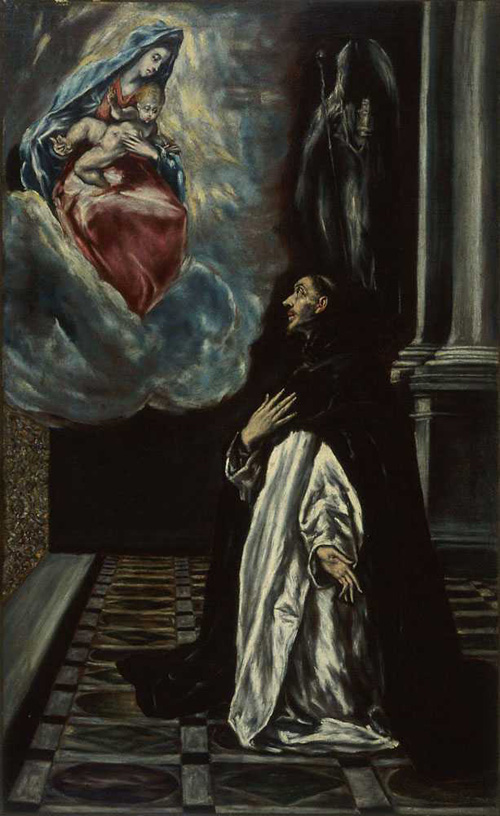
Versión del Memorial Art Gallery, de Rochester.

### Versión de Filadelfia

#### Datos técnicos y registrales
- Filadelfia, Barnes Foundation (Accession n º. BF876);[6]
- Pintura al óleo sobre lienzo;
- Dimensiones: 158 x 98 cm, según Wethey (158.4 x 98.7 cm, según Barnes Foundation);
- Datación: hacia.1605-1610;
- Catalogado por Wethey con el n º. 234, y por Tiziana Frati con la referencia 142-a.[7]

#### Descripción de la obra
Según Wethey, esta obra coincide con la pieza de mayores dimensiones catalogada por Jorge Manuel, y es la mejor de las dos actualmente conservadas. Esto se nota en la mayor brillantez de color, especialmente en la Virgen y el Niño, en la mayor maestría de las pinceladas, en las otras figuras y en la decoración arquitectónica. En cambio, una curiosa deformación en una mano de san Jacinto, podría ser debida a una restauración defectuosa.

#### Procedencia
1. Condesa de Quinto, venta en París, año 1865, n º.65. (Probablemente se trata de esta obra);
2. Propietario anónimo;
3. Venta Haro, París (7 de marzo de 1879, n º.65) Con las medidas de 160 x 100 cm);
4. Colección particular en Bélgica;
5. Neumans, París (1927);
6. Julius Böhler, Múnich;
7. Exhibido en el Museo de Dresde en 1928;
8. Adquirido por Albert C. Barnes en 1931.[9]

### Versión de Rochester

#### Datos técnicos y registrales
- Rochester (Nueva York) Memorial Art Gallery (Accession n º. 1938.28);[10]
- Pintura al óleo sobre lienzo;
- Dimensiones: 99 x 61 cm, según Wethey (100 x 61.9 cm, según Memorial Art Gallery);
- Fecha de realización: hacia 1605-1610;
- Catalogado por Wethey con el n º. 233 y por Tiziana Frati con la referencia 142-b.[7]

#### Descripción de la obra
El pavimento de la iglesia y las columnas de la derecha debieron ser pintados por un ayudante. La vestimenta de san Jacinto se caracteriza por la vivacidad de la pincelada, pero su cabeza —en especial los labios, ojos y orejas— debieron ser retocados por el taller.

#### Procedencia
1. Henry Rouart, (venta en París, 9-11 de diciembre de 1912, n º. 43;
2. J. Horace Harding, Nueva York (catálogo de venta, 1938, página 18);
3. Comprado por el museo de Rochester.[12]